# Last Night (альбом)
Last Night — восьмой студийный альбом американского музыканта Моби, релиз которого состоялся 30 марта 2008 года в Австралии, 1 апреля 2008 года в США, и 12 мая 2008 года в Соединённом Королевстве (в цифровом формате релиз состоялся 31 марта 2008 года).

## Список композиций
1. Ooh Yeah — 5:18
2. I Love to Move in Here — 4:45
3. 257.zero — 3:38
4. Everyday It's 1989 — 3:40
5. Live for Tomorrow — 4:02
6. Alice — 4:27
7. Hyenas — 3:35
8. I'm in Love (Wendy Starland) — 3:43
9. Disco Lies — 3:23
10. The Stars — 4:21
11. Degenerates — 3:58
12. Sweet Apocalypse — 5:19
13. Mothers of the Night — 3:19
14. Last Night — 4:53
15. Lucy Vida [скрытый трек] — 3:54

### iTunes Edition
1. Sweetest — 4:48

### Amazon Mp3Edition
1. Land Of — 5:31
2. Sweetest — 4:48[3]

## Позиции в чартах
| Страна         | Наивысшая позиция |
| -------------- | ----------------- |
| Греция         | 2                 |
| Австралия      | 20                |
| США            | 27                |
| Великобритания | 28                |
| Франция        | 12                |
| Швеция         | 40                |
| Польша         | 9                 |
| Италия         | 6                 |
| Швейцария      | 6                 |
| Австрия        | 4                 |